# Seuthes III.
Seuthes III. (altgriechisch Σεύθης; † um 295 v. Chr.) war ein Fürst des thrakischen Stammes der Odrysen in der zweiten Hälfte des 4. vorchristlichen Jahrhunderts.

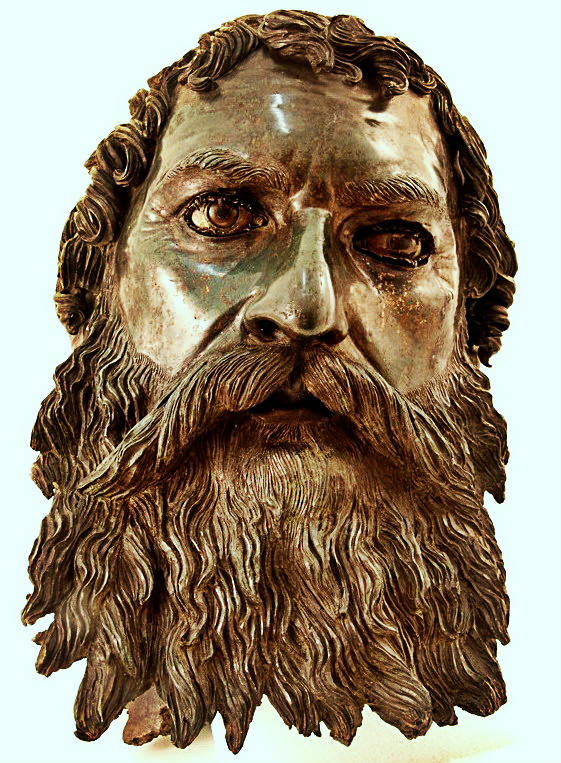
Der Bronzekopf des Seuthes III. aus dem Grab bei Kasanlak.

Die Stämme Thrakiens mussten sich seit der Herrschaft Philipps II. († 336 v. Chr.) einer makedonischen Oberherrschaft unterwerfen. Sowohl für Philipp als auch für dessen Sohn, Alexander den Großen, nahm diese Landschaft eine wichtige strategische Rolle für den Kampf gegen Persien ein. Als europäisches Vorland zum Hellespont verfügte es über den direktesten Verbindungsweg zum asiatischen Kontinent. Nachdem aber Alexander 334 v. Chr. nach Asien aufgebrochen war, zerfiel die makedonische Position zunehmend. Im Juni 330 v. Chr. hatte Seuthes' Sohn, Rhebulas, in Athen das attische Bürgerrecht verliehen bekommen. Vermutlich war diese Ehrung Teil einer gegen die Makedonen gerichteten Bündnispolitik, deren Position in Thrakien durch die vorangegangene Revolte des Strategen Memnon ins Wanken geraten sein muss. Aber erst der Tod des Strategen Zopyrion im Kampf gegen die Skythen 325 v. Chr. ermöglichte es den thrakischen Stämmen unter Seuthes' Führung, die makedonische Herrschaft abzuschütteln.
Im Jahr 323 v. Chr. änderte sich die Lage, nachdem der Feldherr Lysimachos in Babylon zum neuen Statthalter Thrakiens ernannt wurde. Laut Diodor war Seuthes in diesem Jahr in der Lage ein Heer von 20.000 Mann und 8000 Berittenen aufzustellen um sich des neuen drohenden makedonischen Regimes zu erwehren. In den Folgejahren führte er einen ständigen Widerstandskampf gegen Lysimachos, indem er sich zeitweise auch mit dessen Feind Antigonos Monophthalmos verbündete. Aber 313 v. Chr. errang Lysimachos einen militärischen Sieg über Seuthes im Haimos (Balkangebirge), worauf dieser sich unterwerfen musste.
Diese Unterwerfung beschränkte sich allerdings wohl nur auf eine formelle Anerkennung der Oberhoheit des Lysimachos über die Odrysen, da Seuthes III. in seinen bisherigen Machtstellungen verblieb. Sein Herrschaftsbereich war umgrenzt vom Haimos im Norden, sowie den Flussläufen des Tonzos im Osten, des Evros im Süden und des Strjama im Westen, entsprechend dem heutigen Zentralbulgarien. Zahlreiche Funde an von ihm geprägten Münzen in dieser Region, deren Anzahl jene des Lysimachos übersteigen, dokumentieren eine wirtschaftlich florierende und politisch stabile Herrschaft. Scheinbar versuchte Seuthes auch seitens der makedonischen Diadochenherrscher als ihnen gleichberechtigt anerkannt zu werden. Nach ihrem Vorbild gründete Seuthes eine hellenistische Stadt, Seuthopolis, die einen für die griechischen Kabiren-Gottheiten (Theoi Megaloi) geweihten Tempel besaß. Weiterhin heiratete er eine Makedonin namens Berenike und ließ sich auf seinen Münzen mit königlichem Diadem darstellen. Seuthes wurde von der Geschichtsschreibung (siehe Diodor) als König (Basileus) anerkannt, wenngleich es unklar bleibt, ob ihm seine hellenistischen Herrscherkollegen eine solche Anerkennung entgegenbrachten. Er selbst verzichtete bei der Prägung seiner Münzen auf diesen Titel, was auf eine gewisse Unterordnung gegenüber Lysimachos hindeutet.
Seuthes III. starb vermutlich in den ersten Jahren des 3. vorchristlichen Jahrhunderts, noch vor dem Tod des Lysimachos († 281 v. Chr.) und dem Ansturm der Kelten. Er hatte mindestens sechs Söhne, zwei aus einer ersten Ehe (Kotys und Rhebulas) und vier aus seiner zweiten Ehe mit Berenike (Hebryzeimis, Teres, Sadokos und Sadalas). Seine Nachfolge in Seuthopolis ist nicht eindeutig geklärt, sie war wohl unter seinen Söhnen umkämpft. Führender thrakischer Fürst wurde nach ihm der Dynast von Kabyle (bei Jambol), Spartokos, welcher im Gegensatz zu Seuthes auch tatsächlich den Königstitel angenommen hatte.

## Das Grab des Seuthes
Im Herbst 2004 wurde das unbeschädigte und mit zahlreichen Beigaben ausgestattete Hügelgrab des Seuthes III. in der Nähe von Kasanlak von dem Archäologen Georgi Kitow entdeckt. Vor dem Grab wurde zudem ein gut erhaltener Kopf einer Bronzestatue von ihm gefunden, der ihn als älteren Mann mit dichtem Vollbart darstellt.